# Алиса в Зазеркалье (мультфильм, 1982)
«Али́са в Зазерка́лье» — мультфильм Ефрема Пружанского по одноимённой сказке Льюиса Кэрролла, созданный на Киевнаучфильм в 1982 году по заказу Государственного комитета СССР по телевидению и радиовещанию.

## Сюжет
Девочка Алиса играет зимним вечером со своей кошкой Китти и, глядя на большое зеркало над камином, размышляет о том, есть ли жизнь по ту сторону стекла. Замечтавшись, она внезапно оказывается на каминной полке и проходит через зеркало. Комната, в которой она очутилась, очень похожа на её гостиную, но часовые стрелки здесь движутся в другую сторону, а шахматные фигуры живые и могут говорить. Алиса помогает Белой Королеве и Королю, но они не видят её. Потом она достаёт из книжного шкафа зеркальную книгу и читает в ней стихотворение «Бармаглот».
Тут Алиса вспоминает, что ещё ничего не видела в Зазеркалье и выбирается из дома в сад, но как бы она ни старалась уйти от дома, снова оказывается в саду. Познакомившись с говорящими цветами, Алиса встречается с Чёрной Королевой. Алиса замечает, что Зазеркалье похоже на шахматную доску и просит королеву принять её в игру, хотя бы простой пешкой. Королева не против и объясняет Алисе, что та может стать даже королевой, если дойдёт до противоположного края поля. Алиса знакомится с некоторыми странностями Зазеркалья, где нужно бежать, когда хочешь остаться на месте, а жажду принято утолять сухими сухарями. Чёрная Королева прощается с Алисой, и та отправляется в путь.
Начав игру на второй клетке, третью клетку девочка проезжает на поезде. На четвёртой она попадает в лес, в котором живут похожие как две капли воды Траляля и Труляля. Траляля случайно разбивает погремушку, и только появление тучи, похожей на чёрного ворона, предотвращает назревающую драку. На следующей клетке Алиса снова встречает Белую Королеву, которая знакомит её с другой особенностью Зазеркалья — время здесь идёт в обратную сторону, и его обитатели буквально живут «наоборот», — и в конце разговора превращается в старую овцу, хозяйку чудо-лавки, где один товар стоит дороже, чем два.
На шестой клетке её поджидает сидящий на стене Шалтай-Болтай. Он объясняет Алисе смысл стихотворения «Бармаглот», но в конце падает и разбивается. Белый Король посылает свою конницу и рать собрать Шалтая-Болтая, а сам бежит с Алисой смотреть на бой Льва с Единорогом.
В лесу, на седьмой клетке, Алиса знакомится с добрым Белым Рыцарем, который спасает её от Чёрного Рыцаря и провожает до края леса. На восьмой клетке Алиса становится королевой, её встречают Белая и Чёрная Королевы, и начинается пир в её честь. Но тут Алиса просыпается и понимает, что это был только сон, а Чёрной Королевой в этом сне была её кошечка Китти...
Мультфильм является экранизацией не конкретно оригинальной книги Льюиса Кэрролла, а первой редакции его перевода, осуществлённого Ниной Демуровой (которая выступила консультантом этого фильма, как и предыдущего) в 1967 году. Сюжет значительно укорочен, но в то же время использует очень много прямых цитат из книги. В сценарии есть пробелы: например, не объясняется ответ на загадку «собачье терпение».

## Создатели
- Автор сценария — Евгений Загданский
- Стихи в переводах Самуила Маршака и Дины Орловской
- Текст песен Вадима Левина
- Режиссёр — Ефрем Пружанский
- Художники-постановщики: Ирина Смирнова, Генрих Уманский
- Оператор — Александр Мухин
- Композитор — Владимир Быстряков
- Звукооператор — Израиль Мойжес
- Художники-мультипликаторы:
  - Нина Чурилова
  - Михаил Титов
  - Адольф Педан
  - Александр Лавров
  - Владимир Врублевский
  - Наталья Марченкова
- Ассистенты: Владимир Рябкин, Олег Педан, Ирина Сергеева
- Роли озвучивали: 
  - Марина Неёлова — Алиса / исполнение песни
  - Ростислав Плятт — от автора
  - Михаил Светин — Белый Король (1, 3 и 4 серии)
  - Александр Бурмистров — Контролёр (2 серия) / Единорог (4 серия; ошибочно указан в титрах 3 серии)
  - Евгений Паперный — Чёрный Рыцарь (4 серия)
  - Георгий Кишко — Гонец (3 и 4 серии) / Цветок Шпорник (1 серия)
  - Лия Ахеджакова — Белая Королева (1, 3 и 4 серии) / Овца (3 серия) / Роза (1 серия)
  - Татьяна Васильева — Чёрная Королева (2 и 4 серии)
  - Николай Караченцов — Белый Рыцарь / исполнение песен (4 серия)
  - Зиновий Высоковский — Труляля (3 серия)
  - Спартак Мишулин — Траляля (там же)
  - Юрий Волынцев — Шалтай-Болтай (там же)
  - Виталий Билоножко — исполнение песни про Траляля и Труляля[1]
- Консультант — Нина Демурова
- Редактор — Светлана Куценко
- Директор картины — Евгений Дубенко